# 半線蒼鷹足球俱樂部
半線蒼鷹足球俱樂部（Babuza Football Club，英文簡稱Babuza FC），是一支位於彰化的足球俱樂部，由張竣傑創建並擔任俱樂部理事長，於2023年挑戰台灣乙級足球聯賽，現正征戰台灣社會人足球發展聯賽。

## 俱樂部歷史

### 前期時期（2006年-2019年）
半線蒼鷹成立於2006年，前身是由位於彰化市的精誠中學的老師聯合學生所成立的精誠努力足球隊。2006年時由曾依達老師所組織，在帶班期間，發現學生在上體育課時常坐在旁邊聊天不運動。因此與體育老師說好，上完課程的剩下時間讓他來拉著學生來踢球運動，久而久之足球在該班變成大家期待的指標性運動。並於次年與校方討論並正式成立精誠足球社。
2013年開始，因一些原因導致曾依達老師無法繼續帶領社團，因此曾依達老師轉請已經畢業的校友張竣傑及吳鈞皓協助擔任指導老師繼續帶領社團運作，並於其間帶領精誠中學參加彰化縣長盃五人制足球賽奪得季軍成績。
在此期間曾依達老師安排每周日8-11點進行義務訓練指導，並安排學弟與學長進行交流對抗。

### 轉型（2019年）
2019年開始，張竣傑因擔任足球教練與不少台中教練熟識，慢慢將台中教練加入到精誠努力足球隊中，刺激對內選手強度及競爭性，因此張竣傑與曾依達老師及隊內學長及學弟們討論從社團性質轉型成競技球隊的可能性，隊內大家一致認同可以轉型並經過多方討論，最終選擇半線蒼鷹作為新隊名，並於2019年6月16日，第一次征戰彰化縣理事長盃八人制足球賽。

### 競技草創期（2020年）
2020年11月8日，第二次征戰彰化縣理事長盃八人制足球賽，獲得冠軍。

### 低潮期（2021-2022年）
此期間球隊進行長期訓練及參賽，藉由參賽增加隊伍的競爭性及強度，此期間也有找到贊助廠商贊助球隊球衣及參賽經費。
此期間參與了2021年，參加首屆彰化縣11人制社會聯賽及首屆台中市草根足球迎新聯賽，並於賽季末獲得亞軍及季軍。
因長期參賽及廠商相關要求導致隊內產生分歧，因此曾依達老師與一些學弟選擇退出球隊另外成立雜草/小草足球隊。
由於人員流失及戰力不足的情況下2022年第二屆台中市草根足球迎新聯賽賽季末只獲得第七名的成績。

### 征戰企乙(2022-2023)
2022年5月5日對外官宣正式宣布成立企乙足球隊，球隊於同年的6月1日宣布聘請永靖國小教練洪乙玉教練為該隊第一任總教練，並於6月5日完成第一次選拔，同年10月29日，完成第二次選拔，並展開訓練備戰資格賽。
2023年1月9日，半線蒼鷹宣布，俱樂部與洪乙玉教練分道揚鑣。並邀請惠文高中教練廖子豪教練將擔任總教練的角色。
2023年5月26日，半線蒼鷹宣布與台灣本土品牌恩特斯ENTES合作製作球衣。
2023年8月18日-20日，征戰企乙資格賽，與東門城6:2及AC TAIPEI 6:1，小組墊底，未能挑戰成功喪失晉級資格。

### 持續征戰球場(2023-現在)
2023年9月24日，第三次征戰彰化縣理事長盃八人制足球賽，獲得亞軍。
因球隊規劃還是以台乙為目標，因此規劃從10月開始征戰首屆台灣社會人足球發展聯賽。
並於2024年初奪得首屆台灣社會人足球發展聯賽季軍。

## 榮譽
2020年彰化縣理事長盃八人制足球賽，獲得冠軍。
2021年彰化縣11人制社會聯賽，獲得亞軍。
2021年台中市草根足球迎新聯賽，獲得季軍。
2023年彰化縣理事長盃八人制足球賽，獲得亞軍。
2024年台灣社會人足球發展聯賽，獲得季軍。

## 官方網站
https://www.facebook.com/babuzafc （页面存档备份，存于）
https://www.instagram.com/babuzafootballclub/